# Ahmajärvi, Lappland
Ahmajärvi är en sjö i Gällivare kommun i Lappland och ingår i Kalixälvens huvudavrinningsområde.